# پم بلیک
پم بلیک (انگلیسی: Pam Bileck؛ زادهٔ ۱ دسامبر ۱۹۶۸) ژیمناست هنری زن اهل ایالات متحده آمریکا بود.